# Lee Soon-bok
Pour les articles homonymes, voir Lee.
Lee Soon-bok (hangeul : 이순복 ; hanja : 李順福 ; RR : I Sun-bok ; MR : Ri Sun-bok), née le 26 mars 1950, est une ancienne joueuse sud-coréenne de volley-ball.
Elle est médaillée de bronze aux Jeux de 1976.

## Carrière
Lee fait partie de l'équipe sud-coréenne qui remporte la médaille de bronze lors des Jeux olympiques de 1976. Elle était également membre de l'équipe sud-coréenne qui termine 4e des Jeux de 1972.

## Palmarès
- Jeux olympiques
  -  1976 à Montréal.
- Championnat du monde
  -  1974 à Mexico
- Jeux asiatiques
  -  1970 à Bangkok.
  -  1974 à Téhéran.